# Pałac Karasia w Warszawie
Pałac Kazimierza Karasia w Warszawie – niezachowany gmach przy ulicy Krakowskie Przedmieście 2 w Warszawie, należący początkowo do Kazimierza Karasia.

## Historia przed I wojną światową
W 1769 roku król Stanisław August podarował swojemu marszałkowi prywatnemu, Kazimierzowi Karasiowi, dobra znajdujące się poniżej i na południe od Pałacu Kazimierzowskiego. Jedną z dwóch działek wchodzących w skład darowizny była zakupiona wcześniej od Aleksandra Ossolińskiego tzw. Olborszczyzna (nieruchomość między Krakowskim Przedmieściem i Aleksandrią, obecnie ul. Mikołaja Kopernika, na południe od ul. Oboźnej). Na działce tej stała kamienica.
Jeszcze w tym samym roku Karaś rozpoczął budowę pałacu zaprojektowanego przez Jakuba Fontanę. Ukończona w 1772 roku rezydencja była dwupiętrowym budynkiem o piętnastoosiowej elewacji i zaokrąglonych narożnikach. Pięcioosiowy centralny ryzalit był o piętro wyższy. W ryzalicie znajdował się trójprzęsłowy balkon na pierwszym piętrze z kutą balustradą. Uwagę na ryzalicie zwracało najwyższe środkowe okno, które było podwyższone ponad gzyms i zwieńczone łukiem koszowym. Nad tym oknem, na szczycie przedniej facjaty umieszczono dwa połączone ze sobą rokokowe kartusze będące tarczami herbowymi: Dąbrowa (herb Kazimierza Karasia) i Łodzia (herb jego żony Elżbiety Hubińskiej). Czterospadowy dach siodłowy zdobiły cztery urny z żelaznej blachy, a nad oknami pierwszego piętra znajdowały się dwa medaliony z popiersiami króla Stanisława Augusta. Jako pachołki bramne (zabezpieczające bramę przed uszkodzeniami przez powozy) wmurowano cztery lufy niewielkich armatek.
Ornamentyka elewacji łączyła cechy późnego baroku i wczesnego klasycyzmu. Niektóre jej elementy (np. pilastry i balkon) nawiązywały do innych projektów Fontany, np. dziedzińcowej elewacji południowego skrzydła Zamku Królewskiego i fasady Pałacu Małachowskich przy ul. Senatorskiej. Dawna kamienica Ossolińskiego stała się poprzeczną oficyną pałacu. 
Pałac Karasia był jednym z najwcześniejszych warszawskich pałaców przyulicznych (tzn. bez przedniego dziedzińca).
Rodzina Karasiów zajmowała jedno piętro budynku, resztę przeznaczono na wynajem. Zaraz po wybudowaniu pałacu (od 1772 roku) jego połowę wydzierżawiono Królewskiemu Korpusowi Paziów. Wkrótce Karaś zmarł (w 1775 roku). Gmach został odziedziczony przez piątkę jego dzieci i drugą żonę Elżbietę Izabellę. Sprawa spadku nie była jednak prosta i rozstrzygał ją sąd. W 1794 roku pałac był ponoć w czasie insurekcji kościuszkowskiej kwaterą naczelnika Tadeusza Kościuszki. W 1798 roku nieruchomość została sprzedana przez rodzinę Karasia, a w 1800 roku stała się własnością Józefy z Walewskich najpierw Brochockiej, potem Witkowskiej. Od tej chwili aż do początku XX wieku wielokrotnie zmieniała właścicieli. Początkowo wytworne apartamenty wynajmowali dygnitarze, arystokracja i bogaci mieszczanie. Z czasem jednak, od połowy XIX wieku pałac zmieniał swój charakter i stawał się zwykłą kamienicą czynszową. W roku 1810 w pałacu urodził się Konstanty Julian Ordon, legendarny bohater wiersza Adama Mickiewicza Reduta Ordona. W 1823 swoją pracownię otworzył tam Ludwik Kauffmann, jeden z najważniejszych klasycystycznych rzeźbiarzy ówczesnej Warszawy, to w niej stworzył większość swoich dzieł, po powstaniu listopadowym zaczął w niej także przyjmować studentów rzeźby. 11 maja 1830 roku odsłonięto przed Pałacem Karasia pomnik Mikołaja Kopernika.
W drugiej połowie XIX wieku na parterze mieściły się sklepy, wciskając się aż na I piętro. W narożniku przez wiele lat działał złej reputacji szynk „Pod Karasiem”. Od połowy 1891 roku do 1913 roku w budynku swoją siedzibę miała redakcja i drukarnia „Gazety Warszawskiej”.
W roku 1905 budynek kupił inwestor Władysław Taubenhaus. Postanowił budynek rozebrać. W wyniku protestów ówczesnej prasy, chwilowo zrezygnował z tych planów, odsprzedając niewielki fragment gruntu miastu na rzecz poszerzenia ulicy Oboźnej. Zburzono wówczas narożnik rezydencji, skracając ją o jedną oś. W 1910 roku Taubenhaus ponownie podjął próbę rozbiórki budynku i urządzenia w jego miejscu targowiska, na co jednak miasto nie wyraziło zgody. W końcu odsprzedał zabytek Naftulii Lote i Bronisławowi Goldfederowi – współwłaścicielowi kolejki radzymińskiej. Goldfeder kazał zburzyć oficynę pałacu i rozparcelował teren na jego tyłach, gdzie w 1912 roku stanął Teatr Polski. Sam pałac odsprzedał Towarzystwu Akcyjnemu Wyrobu i Sprzedaży Maszyn i Narzędzi Rolniczych „Trylski & Kowalski”. Nowy właściciel uzyskał zgodę na rozbiórkę zabytku, co czym prędzej zrealizował, planując budowę w tym miejscu wysokiej kamienicy czynszowej („domu dochodowego”). Nowa kamienica miała być ukończona w 1915 roku. W 1914 roku w warszawskiej prasie pojawiły się ogłoszenia oferujące do wynajęcia komfortowe powierzchnie biurowe. Wybuch I wojny światowej pokrzyżował te plany. Fundamenty kamienicy widoczne były do II wojny światowej. W 1946 roku Dekretem Bieruta odebrano działkę jej właścicielom, którzy nie odwołali się od tej decyzji we właściwym czasie. Po wojnie pałacu nie odbudowano w związku z niezrealizowanymi planami, aby ul. Kopernika stała się arterią komunikacyjną. Niezabudowaną posesję przez lata otaczał parkan. Dopiero po 1956 roku urządzono tu parking, istniejący do dziś. Z dawnej zabudowy pozostała tylko czynszowa kamienica przy ul. Oboźnej 11, odwrócona do Traktu Królewskiego ślepymi ścianami, w których lokatorzy wybili okna. Przesunięty przebieg ul. Oboźnej uniemożliwiałby odtworzenie pałacu w tym samym miejscu. Obecnie pusta przestrzeń nosi nazwę placu Juliusza Osterwy.

## Nowe projekty i przyszłość
Przedstawiciele spadkobierców (lub podmiotów, które kupiły od spadkobierców ich prawa) wystąpili do miasta o wystawienie nieruchomości na sprzedaż (mając prawo pierwokupu). Właścicielem tych praw jest Maciej Marcinkowski (ten sam, który jest m.in. właścicielem kamienicy przy ul. Podwale 1 w Warszawie). Współpracująca z nim pracownia architektoniczna RKW Rhode Kellerman Wawrowsky uzyskała w marcu 2010 roku warunki zabudowy, uzgodnione ze stołecznym konserwatorem zabytków. Pracownia RKW przedstawiła wizualizacje nowego budynku. Początkowo zaproponowano dziesięciopiętrowy budynek, który jednak nie zyskał akceptacji miasta. Kolejny projekt to obiekt o trzech–czterech kondygnacjach, który wysokością (21,5 m do kalenicy), podziałami trzech równorzędnych elewacji i kształtem stromych dachów nawiązywałby do stojącego tu kiedyś Pałacu Karasia. Od strony ulicy Karasia budynek może mieć 7 kondygnacji, tyle ile ma kamienica przy Oboźnej 11. Przez środek kwartału ma przebiegać ogólnodostępny pasaż pod szklanym dachem, pod ziemią ma się znajdować trzykondygnacyjny parking. Partery i pierwsze piętra przeznaczono na eleganckie sklepy, wyżej mają być biura.

## Galeria

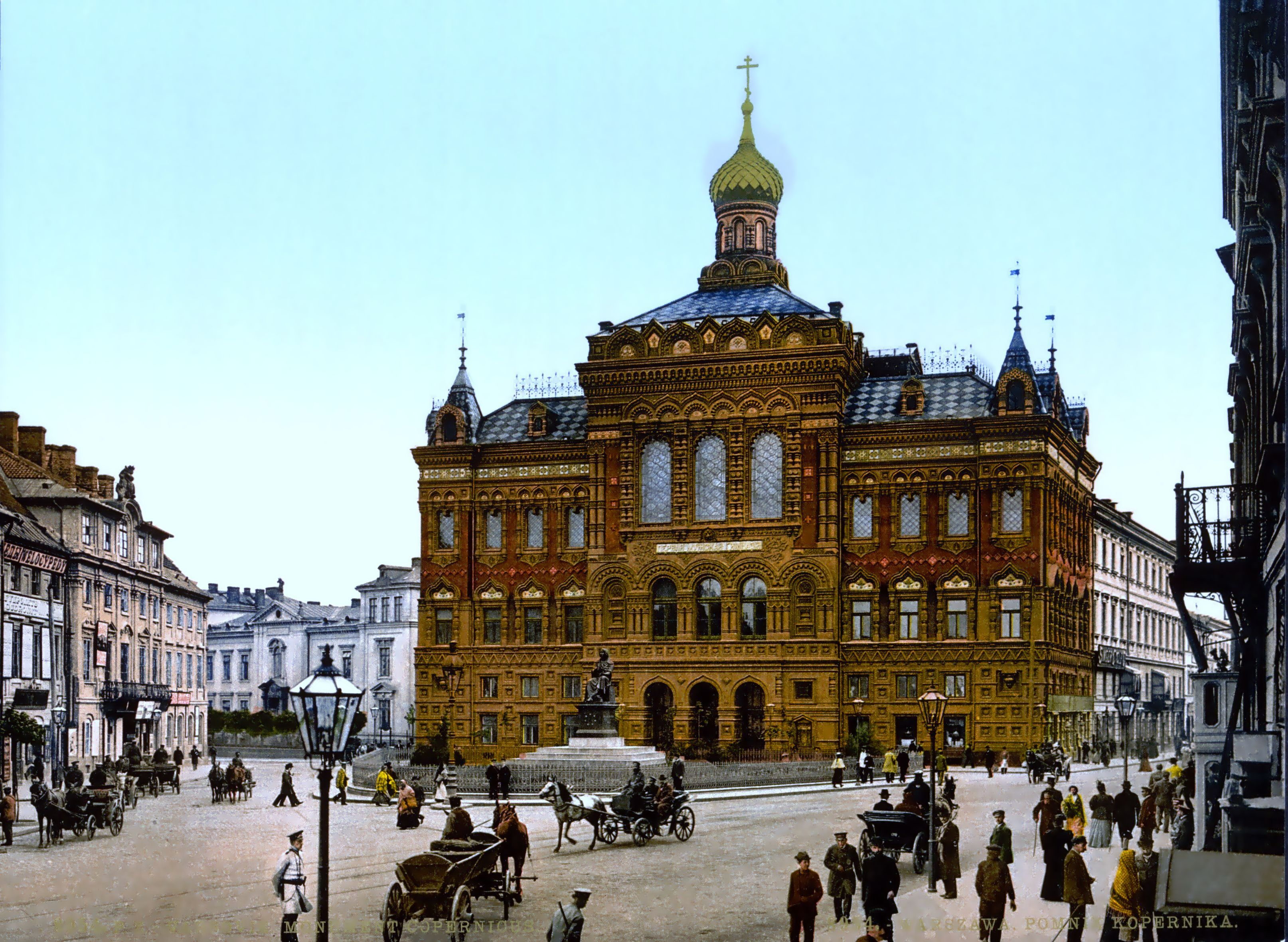
Pałac Staszica, po lewej stronie widoczny pałac Karasia, między 1890 a 1905
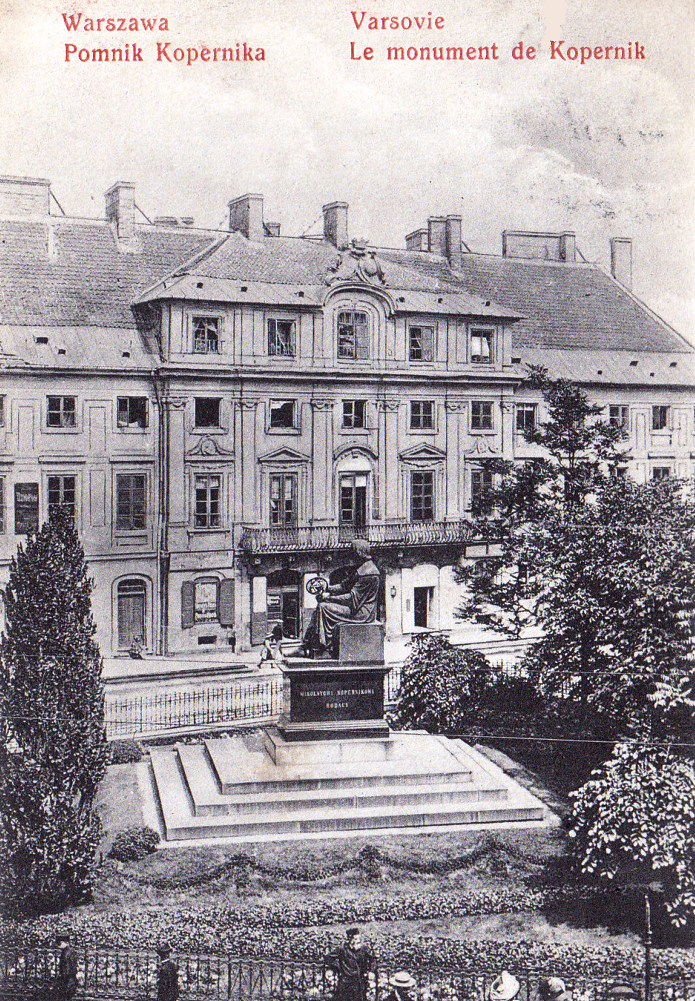
Pomnik Mikołaja Kopernika na tle pałacu Karasia krótko przed jego zburzeniem w 1913
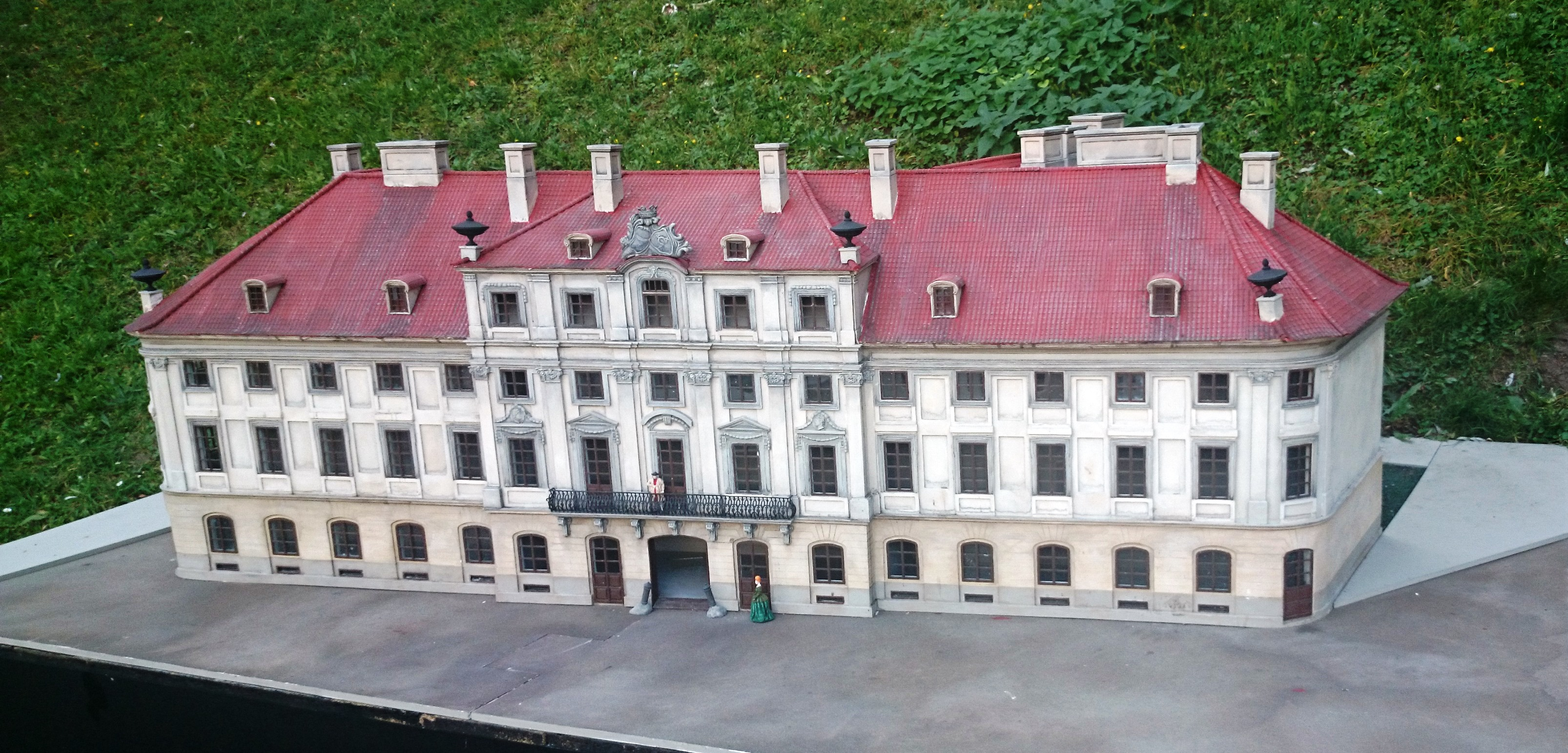
Makieta pałacu Karasia w Parku Miniatur Województwa Mazowieckiego. Makieta przedstawia stanu budynku po jego wybudowaniu w 1772
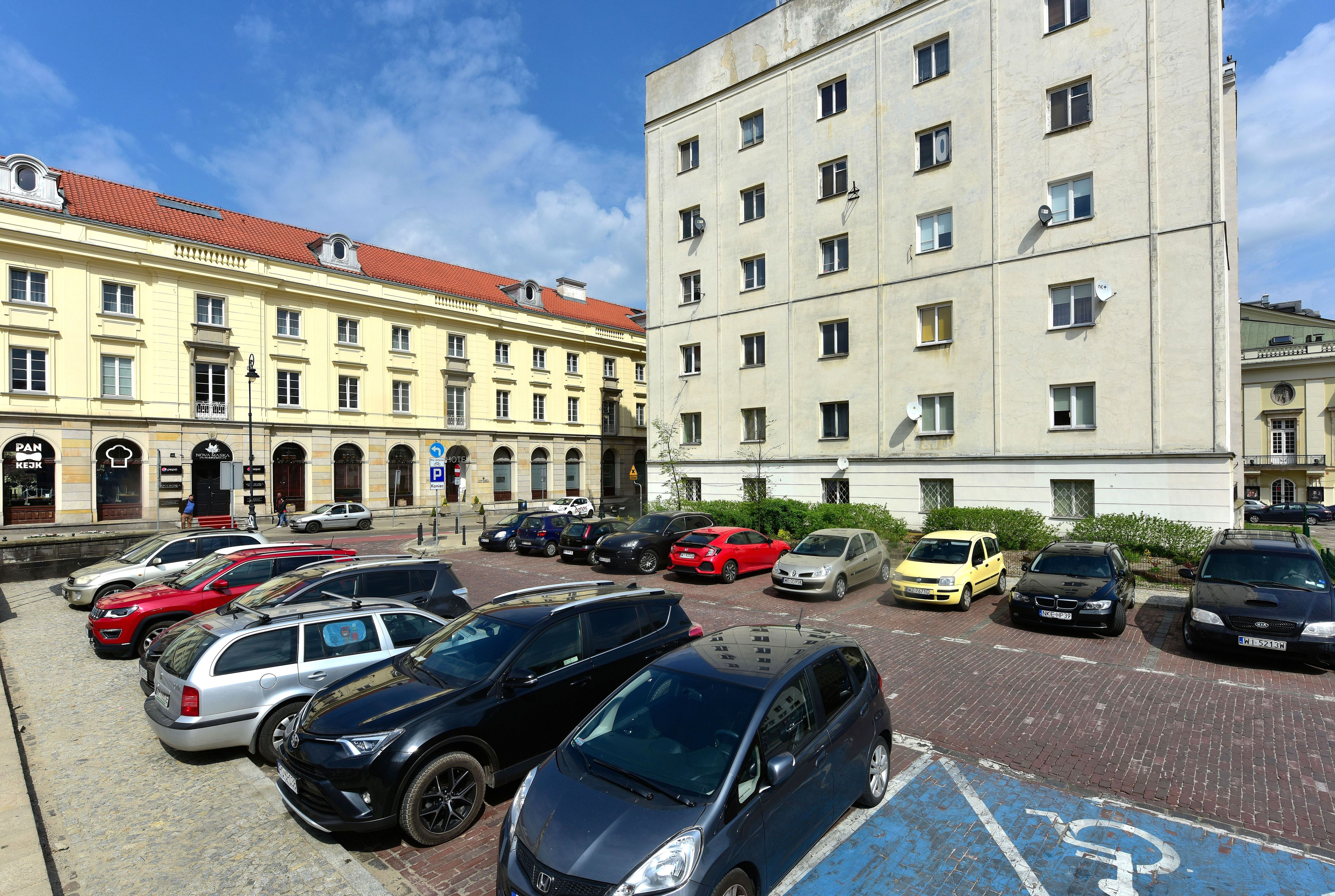
Miejsce, w którym znajdował się pałac Karasia (2019)